# Ranking gwiazd
Ranking Gwiazd (ang. Stars Ranking) – program rozrywkowy, który był emitowany od 6 września 2008 na antenie Telewizji Polsat. Każdy z 10 odcinków show podzielony był na dwie części emisyjne (po 22 minuty), z których pierwsza prezentowana była w sobotni wieczór, a druga – w niedzielny. Pierwszy sezon programu obejmował w sumie 20 odcinków po 22 minuty. Program prowadził Borys Szyc.

## Zasady programu
Dziesięć znanych kobiet (gwiazd telewizji, muzyki i filmu) odpowiada na pytania, które wcześniej zadane były 100 mężczyznom, a na podstawie ich odpowiedzi tworzone są rankingi, które zostają zaprezentowane w programie. Gwiazdy mogą porównać to, co same o sobie myślą z opinią swoich koleżanek oraz ze swoim wizerunkiem funkcjonującym wśród mężczyzn. W każdym programie gwiazdy odpowiadają na jedno z pytań i zastanawiają się, jakie miejsce w rankingu zajęły, a także, które z ich koleżanek znajdują się wyżej lub niżej w rankingu.
W programie odsłonięte zostają także wyniki rankingu, który powstał na podstawie odpowiedzi mężczyzn. Gwiazdy dowiadują się wówczas, co sądzą o nich inni i jak daleko ich własne zdanie odbiega od przekonania ogółu.

## Uczestniczki
| Miejsce | Uczestniczka           | Średnia |
| ------- | ---------------------- | ------- |
| 1.      | Joanna Liszowska       | 7.3     |
| 2.      | Anna Dereszowska       | 6.7     |
| 3.      | Weronika Rosati        | 6.1     |
| 4.      | Edyta Górniak          | 5.6     |
| 5.      | Weronika Książkiewicz  | 5.5     |
| 6.      | Justyna Steczkowska    | 5.3     |
| 7.      | Aleksandra Kwaśniewska | 4.6     |
| 7.      | Katarzyna Sowińska     | 4.6     |
| 9.      | Grażyna Wolszczak      | 4.5     |
| 10.     | Ewa Szabatin           | 4.2     |